# Isi & Ossi
Isi & Ossi is een Duitse romantische komedie uit 2020. De film vertelt het verhaal van een miljardairsdochter en een beloftevolle maar armoedige bokser die een schijnrelatie beginnen om van elkaar gebruik te maken. De film verscheen op 14 februari 2020 op Netflix.

## Plot
Isabelle "Isi" Voigt is een miljardairsdochter uit Heidelberg. Ze haalt slechte cijfers op school en wil het liefst van al chef-kok worden in New York. Dat is echter niet naar de zin van haar ouders, die haar naar de universiteit willen sturen. Daarom blokkeren ze haar rekening tot ze 25 jaar is en een universitair diploma heeft. Ze neemt dan maar een job bij een obscene hamburgerzaak. Oscar "Ossi" Markowski daarentegen is een opkomende bokser uit Mannheim. Zijn alleenstaande moeder komt maar moeilijk rond, zodat hij regelmatig trainingen moet afzeggen om haar te helpen bij het uitbaten van haar tankstation. Daardoor verliest Ossi echter zijn sponsor, die denkt dat hij niet toegewijd genoeg is. Ossi ontmoet Isi in de hamburgerzaak waar zij werkt en de twee beginnen een schijnrelatie om Isi's ouders onder druk te zetten.
Door Ossi's ongeduld en frustraties, onder andere veroorzaakt door zijn net uit de gevangenis vrijgelaten opa, wil hij de relatie met Isi verbreken. Zij weet hem echter te overtuigen het spelletje te blijven meespelen door hem € 25.000 te beloven wanneer ze van haar ouders toegang krijgt tot haar geld. Geleidelijk aan ontdekken de twee dat ze een aantal interesses delen en hun relatie lijkt oprechter te worden. Isi's ouders zwichten uiteindelijk en geven Isi toegang tot haar geld, op voorwaarde dat ze het uitmaakt met Ossi. Isi zegt akkoord te gaan en schrijft meteen daarna het beloofde bedrag over naar Ossi. Die had Isi's gesprek met haar ouders echter afgeluisterd en veronderstelde dat ze hem zou verlaten. Het komt tot een ruzie, waarna Isi vertrekt.
Ondertussen is Ossi's opa aan een carrière als rapper begonnen. Al snel wordt hij erg succesvol en weet hij een platendeal te versieren, waarvan hij de winst deelt met zijn kleinzoon. Daarop geeft die laatste Isi haar € 25.000 terug, waarbij het opnieuw tot een ruzie komt.
Als Ossi niet veel later Isi's auto leent om zijn opa, die zich regelmatig in de nesten werkt, op te halen, geeft hij aan toch gevoelens voor haar te hebben. Hij voelde zich echter onzeker over de grote verschillen tussen hen, waardoor hij dacht niet goed genoeg te zijn voor haar. Als hij nadien terugkeert naar het tankstation van zijn moeder, vraagt die hem Isi uit te buiten voor nog meer geld. Ossi beseft voor het eerst dat zijn moeder zich onverantwoordelijk en respectloos opstelde tegenover Isi. Hij negeert het verzoek van zijn moeder en vertrekt naar zijn eerste professionele bokswedstrijd.
De wedstrijd verloopt moeilijk voor Ossi, die rake klappen krijgt en dreigt te verliezen. Dan komt Isi de zaal binnen om Ossi moed in te spreken tijdens de pauze. Ze verklaart haar liefde voor hem en deelt mee dat ze het hamburgerrestaurant waar ze werkt overgekocht heeft. In plaats van naar New York te gaan, wil ze dus bij Ossi in Duitsland blijven. Met nieuwe energie hervat Ossi het gevecht en slaat hij zijn tegenstander knock-out, waarna iedereen de ring in stormt en juicht.

## Cast
| Acteur             | Personage                        |
| ------------------ | -------------------------------- |
| Lisa Vicari        | Isabelle "Isi" Voigt             |
| Dennis Mojen       | Oscar "Ossi" Markowski           |
| Lisa Hagmeister    | Moeder van Ossi                  |
| Ernst Stötzner     | Opa van Ossi                     |
| Christina Hecke    | Moeder van Isi                   |
| Hans-Jochen Wagner | Vader van Isi                    |
| Zoë Straub         | Camilla (beste vriendin van Isi) |
| Walid Al-Atiyat    | Tschünni (beste vriend van Ossi) |

## Ontvangst
De film werd matig ontvangen. Op IMDB kreeg Isi & Ossi een gemiddelde beoordeling van 6.4/10, op MovieMeter is dat 2.49/5. Die matige scores zouden vooral een gevolg zijn van een gebrek aan originaliteit. Enkele clichés omvatten bijvoorbeeld de schijnbaar "onmogelijke" liefde tussen twee personen uit tegenovergestelde werelden.